# Uzdrowiciel z tropików
Uzdrowiciel z tropików – amerykański film przygodowy z 1992 roku.

## Obsada
- Sean Connery – dr Robert Campbell
- Lorraine Bracco – dr Rae Crane
- José Wilker – dr Miguel Ornega
- Rodolfo De Alexandre – Tanaki
- Francisco Tsiren Tsere Rereme – Jahausa
- Elias Monteiro Da Silva – Palala
- Edinei Maria Serrio Dos Santos – Kalana
- Bec-Kana-Re Dos Santos Kaiapo – Imana

## Fabuła
Dr Robert Campbell to ekscentryczny naukowiec. Od 6 lat mieszka w dżungli amazońskiej, gdzie prowadzi badania naukowe. Ich celem jest znalezienie skutecznego leku na raka. Ponieważ prosił o przysłanie mu asystenta, zjawia się u niego dr Rae Crane. Zaskoczony, że to nie mężczyzna, Campbell traktuje ją lekceważąco. Ona odpłaca mu się niechęcią. Tymczasem biochemik przypadkowo odkrywa roślinę posiadającą zbawienną moc.

## Nagrody i nominacje
Złota Malina 1992
- Najgorsza aktorka – Lorraine Bracco (nominacja)